# Festival Internacional de Cinema de Sant Sebastià 2017
La 65a edició del Festival Internacional de Cinema de Sant Sebastià va tenir lloc entre el 22 i el 30 de setembre de 2017 a Sant Sebastià. La gala d'inauguració fou presentada per Anne Igartiburu Verdes i Leticia Dolera. Per primera vegada es mostra una sèrie de televisió (tot i que fora de concurs) i algunes pel·lícules en format digital (com la polèmica Fe de etarras de Netflix). La Conquilla d'Or fou atorgada a la pel·lícula estatunidenca The Disaster Artist de James Franco. La gala de clausura fou presentada per Edurne Ormazabal i Irene Escolar.

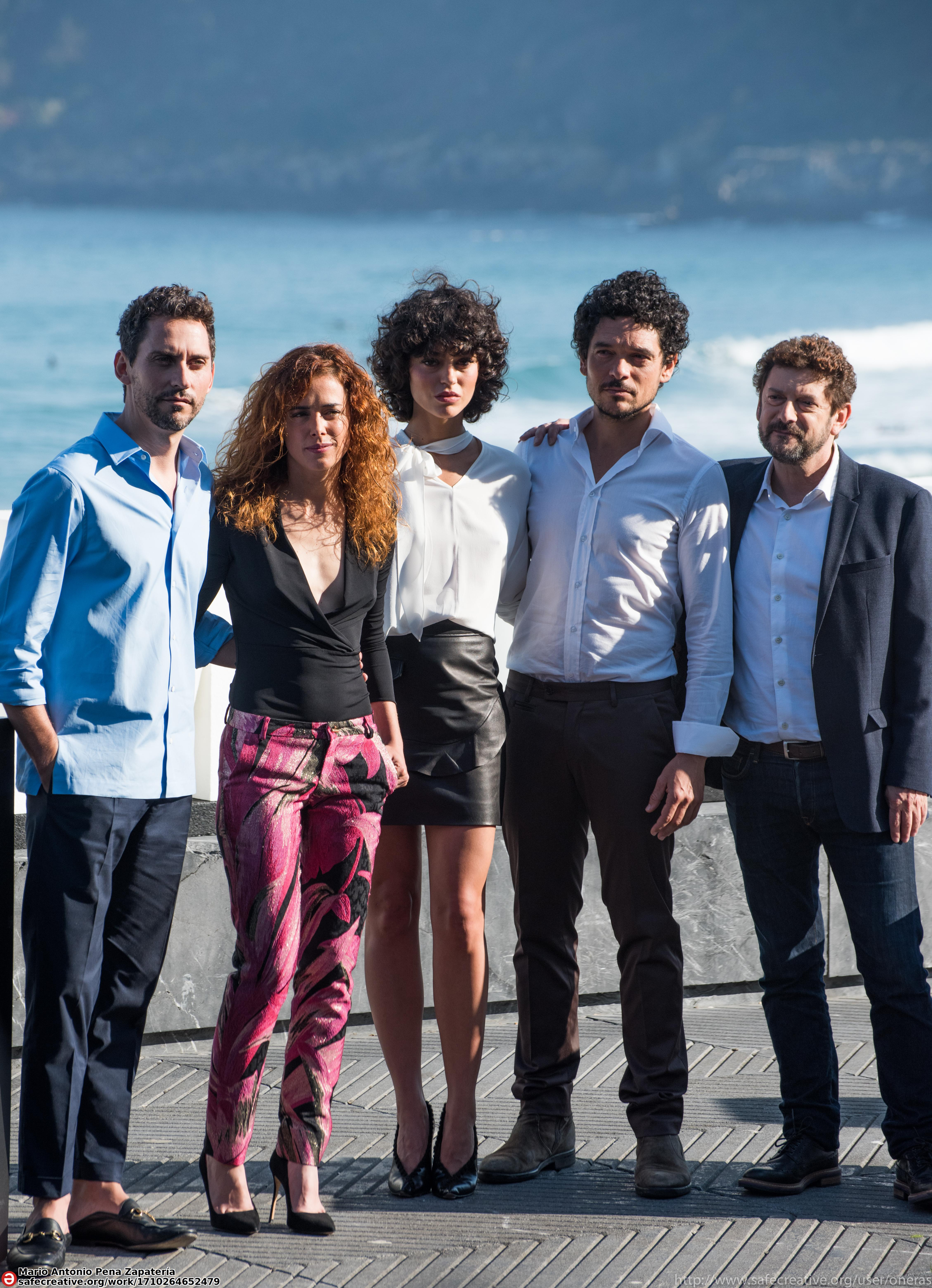
Elenc de "La peste" a Sant Sebastià (2017)

## Jurat
- John Malkovich (president), actor i director  Estats Units
- Fabio Cianchetti, director de fotografia  Itàlia
- Dolores Fonzi, actriu  Argentina
- William Oldroyd, director  Regne Unit
- Emma Suárez, actriu  Espanya
- Paula Vaccaro, productora  Argentina

## Selecció

### Selecció oficial
- Submergence de Wim Wenders
- Alanis d'Anahí Berneri
- Beyond Words d'Urszula Antoniak
- Der Hauptmann de Robert Schwentke
- El autor de Manuel Martín Cuenca
- Handia d'Aitor Arregi Galdos i Jon Garaño
- La Douleur d'Emmanuel Finkiel
- Le lion est mort ce soir de Nobuhiro Suwa
- Le Sens de la fête d'Olivier Nakache i Éric Toledano
- Licht de Barbara Albert
- Life and Nothing More d'Antonio Méndez Esparza
- Love me not d'Alexandros Avranas
- Ni juge, ni soumise de Jean Libon i Yves Hinant
- Pororoca de Constantin Popescu
- Soldatii. Poveste din Ferentari d'Ivana Mladenovic
- Sollers Point de Matthew Porterfield
- The Disaster Artist de James Franco
- Una especie de familia de Diego Lerman

### Fora de concurs
- La peste d'Alberto Rodríguez Librero
- El secreto de Marrowbone de Sergio G. Sánchez
- The Wife de Björn Runge

### Projeccions especials
- Morir de Fernando Franco García
- Au revoir là-haut d'Albert Dupontel
- Uchiage hanabi, shita kara miruka? Yoko kara miruka? d'Akiyuki Shinbo i Nobuyuko Takeuchi
- Meravelles del mar de Jean-Michel Cousteau

### Horizontes latinos
- Una mujer fantástica de Sebastián Lelio
- Al Desierto d'Ulises Rosell
- Araby d'Affonso Uchoa i João Dumans
- Cocote de Nelson Carlo De Los Santos Arias
- La educación del Rey de Santiago Esteves
- La familia de Gustavo Rondón Córdova
- La novia del desierto de Cecilia Atán i Valeria Pivato
- Las hijas de Abril de Michel Franco
- Las Olas d'Adrián Biniez
- Los perros de Marcela Said
- Medea d'Alexandra Latishev
- Temporada de Caza de Natalia Garagiola

## Palmarès

### Premis oficials
- Conquilla d'Or: The Disaster Artist de James Franco.
- Premi especial del jurat: Handia d'Aitor Arregi Galdos i Jon Garaño.
- Conquilla de Plata al millor director: Anahí Berneri per Alanis
- Conquilla de Plata al millor actor: Bogdan Dumitrache per Pororoca
- Conquilla de Plata a la millor actriu: Sofia Gala Castiglione per Alanis
- Premi del jurat a la millor fotografia: Florian Ballhaus per Der Hauptmann.
- Premi del jurat al millor guió: Diego Lerman i María Meira per Una especie de familia.

### Premi Horizontes latinos
- Premi a la millor pel·lícula : Los perros de Marcela Said.

### Premi Donostia
- Monica Bellucci
- Ricardo Darín
- Agnès Varda